# Henryk z Uppsali
Henryk z Uppsali (ur. w Anglii, zm. 19 lub 20 stycznia ok. 1160 na jez. Köyliönjärvi w Finlandii) – biskup, męczennik i święty Kościoła katolickiego nazywany apostołem Finlandii.

## Życiorys
Jedynym źródłem wiedzy o tej historycznej postaci są późne i dość skąpe prace hagiograficzne. Na podstawie tych przekazów przypuszcza się, że Henryk z Uppsali pochodził z Anglii, a w Szwecji znalazł się w 1153 roku w świcie legata papieskiego późniejszego papieża Hadriana IV. Już jako biskup Uppsali miał towarzyszyć królowi Erykowi IX (późniejszemu św. Erykowi) w wyprawie mającej na celu chrystianizację Finlandii. Henryk podjął działania w celu zorganizowania lokalnego Kościoła i pozostał na miejscu po powrocie Eryka Jedvardssona do Szwecji wypełniając dalej misję ewangelizacyjną.
Zemsta chłopa o imieniu Lalli obłożonego przez Henryka kanoniczną karą za zabójstwo położyła kres jego działalności. Zamordowany został na zamarzniętym jeziorze Köyliönjärvi 19 stycznia około 1160 roku.
Uznany za męczennika, pochowany został w Nousiainen, które stało się miejscem pielgrzymkowym. Pierwszej translacji pod koniec XIII wieku dokonano do katedry w Turku, a w czasie trwania III wojny północnej relikwie wywieźli Rosjanie (1720 r.).

## Kult
Henryk był otoczony kultem w całej Skandynawii, a od XVII wieku pojawił się także w polskich kalendarzach liturgicznych. Jest patronem Finlandii.
W ikonografii artyści przedstawiają Henryka jako biskupa w mitrze i z pastorałem, a wizerunkowi świętego czasami towarzyszy postać zabójcy.
Wspomnienie liturgiczne przypada na 19. i 20. stycznia.